# Gillian Vigman
Gillian Vigman est une actrice et scénariste américaine née le 28 janvier 1972, dans le New Jersey.
Elle est principalement connue pour avoir joué des personnages variés dans les sketchs de la série MADtv, ainsi que le rôle de la femme de James Belushi dans The Defenders.
Au cinéma, elle a incarné l'épouse de Bradley Cooper dans Very Bad Trip et sa suite.

## Filmographie

### Comme actrice
- 1998 : The Last Cigarette : Smoking Woman (court-métrage)
- 1998 : Cupid (série TV) : Daphne
- 2000 : Love 101 : Waitress
- 2002 : Apparitions (Dragonfly) : Guest (non crédité)
- 2003 : Scrubs (série TV) : Une patiente (Saison 2, épisode 21)
- 2003-2004 : MADtv (série TV) (14 épisodes)
- 2004 : Coup d'éclat (After the Sunset) : Exhibit Guide
- 2004 : Comedy Central Laughs for Life Telethon : Hot Sufferer
- 2004 : Significant Others (série TV) : Gillian (Saison 2, épisode 4)
- 2005 : 40 ans, toujours puceau (The 40 Year Old Virgin) : Une femme au speed-dating
- 2005 : Fancy : Julie (court-métrage)
- 2006 : Voisin contre voisin (Deck the Halls) : Gerta
- 2006 : Comedy Central Thanksgiving Wiikend: Thanksgiving Island : Mrs. Bixby
- 2006-2007 : Sons and Daughters (série TV) : Liz Walker (11 épisodes)
- 2007 : According to Jim (série TV) : Jillian (Saison 6, épisode 2)
- 2007 : The Job : Business Woman (court-métrage)
- 2007 : American Body Shop (série TV) : Wendy (Saison 1, épisode 7)
- 2008 : Frangins malgré eux (Step Brothers) : Pam Gringe
- 2009 : The Slammin' Salmon : L'escort
- 2009 : Very Bad Trip (The Hangover) : Stephanie
- 2009 : Les Zintrus (Aliens in the Attic) : Nina Pearson
- 2009 : All About Steve : Une journaliste
- 2009 : Parents par accident (série TV) : Toni (Saison 1, épisode 10)
- 2009 : Parks and Recreation (série TV) : Alexa (Saison 2, épisode 12)
- 2010 : The Hard Life : Gina
- 2010 : Crazy Night (Date Night) : House-Hunting Woman
- 2010-2011 : The Defenders : Jessica Morelli (Saison 1, épisodes 1 à 3 et 18)
- 2011 : Funny or Die Presents… : Gail (Saison 2, épisode 10)
- 2011 : United States of Tara : Abby (Saison 3, épisodes 8 et 9)
- 2011 : Very Bad Trip 2 (The Hangover Part II) : Stephanie
- 2011 : Withstand One Night : Viv (court-métrage)
- 2011-2012 : New Girl (série TV) : Kim (Saison 1, épisodes 1, 9 et 12)
- 2011-2013 : Suburgatory (série TV) : Jill Werner (11 épisodes)
- 2012 : Little Brother (série TV) : Katie
- 2012 : Californication (série TV) : Mary (Saison 5, épisode 4)
- 2012 : Mr. Universe : Suzanne (court-métrage)
- 2013 : Legit (série TV)
- 2013 : Cougar Town (série TV) : Mary (Saison 4, épisode 10)
- 2013 : Very Bad Trip 3 (The Hangover Part III) : Stephanie (post-production)
- 2014 : Transparent (série télévisée) : Tammy Cashman
- 2016 : Babysitting Night (Adventures in Babysitting) : Helen
- 2017 : Vegas Academy: Coup de poker pour la fac (The House) d'Andrew Jay Cohen : Becky
- 2018 : Life Sentence (série télévisée) : Ida
- 2018 : Forever My Girl de Bethany Ashton Wolf : Doris

### Comme scénariste
- 2011 : Funny or Die Presents… : Épisode #2.10
- 2011 : Answers to Nothing (avec Matthew Leutwyler)